# کرین، کوهستان
کرین (به انگلیسی: Kareen) یک منطقهٔ مسکونی در پاکستان است که در خیبر پختونخوا واقع شده‌است.